# Free Lossless Image Format
Free Lossless Image Format (FLIF) est un format d'image libre et sans perte initié en 2015 et dont la première version stable a été diffusée en septembre 2016. L'auteur déclare que son format sans perte, compresse davantage que les formats sans perte PNG, WebP sans perte, BPG sans perte, ainsi que JPEG 2000 sans perte, sur une grande variété de fichiers testés.
Il permet un affichage progressif pendant le téléchargement, grâce à une généralisation de l'algorithme Adam7, ainsi que la transparence via un canal alpha et 16 bits par couleur, mais aussi des niveaux de gris ou couleur indexés. Il permet également de contenir des séquences d'animation.
Au niveau des métadonnées, le format supporte les profiles couleurs ICC, les champs Exif et les métadonnées XMP.
L'implémentation de référence est sous licence LGPLv3.

## Support
- Exiftool
- ImageMagick
- Krita et plus généralement QT, via le plugin QT-Flif[2]
- XnView Classic

Il est possible d'afficher ce format dans n'importe quel navigateur n'ayant pas son support natif, à l'aide d'un décodeur polyfill en JavaScript.